# Helga Heinrich-Steudel
Helga Heinrich-Steudel   (Elsterberg, 4 de maig de 1939) és una antiga corredora alemanya de motocicletes i automòbils. Va ser la primera motociclista femenina a guanyar una cursa al Sachsenring, aleshores sota el seu nom de naixement Steudel. Actualment viu a Mylau, a la regió de Vogtland.

## Carrera
Helga Heinrich-Steudel va arribar a les curses de carretera després de les seves primeres proves d'habilitat i de carreres estrella i va competir en la seva primera cursa de motos a l' anella de l'autopista de Bautzen el 1959 amb un Jawa de 350cc. A partir de 1960 va començar amb una MZ RE 125 a la classe de 125 cc. Va aconseguir les seves primeres victòries en carreres el 25 d'agost de 1963 a la pujada del turó Geyer i el 29 de setembre de 1963 a la Dresden Autobahn Spider .
El 17 de juliol de 1965, Heinrich-Steudel va guanyar al Sachsenring en la cursa de 125 cc, que es va celebrar com a part del Gran Premi de la RDA pel Campionat del Món de Motociclisme, en condicions meteorològiques molt adverses. Va guanyar altres curses al Triangle de Schleizer, al Triangle de Frohburg i en el Lückendorfer Bergrennen amb la MZ RE.
Va haver-hi una decepció quan, segons els estatuts de la FIM, no va rebre la llicència per participar en el Campionat de la RDA o en curses internacionals de motocicletes, tot i que Heinrich-Steudel va complir amb els requisits des de 1963. Va acabar la seva carrera com a corredora de motocicletes a finals de 1967.
El 2 d'agost de 1970, Heinrich-Steudel va tornar al món de l'automobilisme en el Lückendorfer Bergrennen, on va quedar en quart lloc amb un Melkus RS 1000. Va guanyar la seva primera cursa d'automòbils el 7 de setembre de 1974 en el Bergrennen de Glasbach amb un Wartburg-Spider (B6), també fabricat per Melkus amb un motor Wartburg modificat. El 1979 va ser el seu any més exitós en l'automobilisme amb una victòria absoluta al Campionat de la RDA de la classe B6 (Spider) i el cinquè lloc absolut al Campionat de la RDA de vehicles de competició B8 de la categoria de potència II (LK II). Això va permetre que Heinrich-Steudel ascendís a la categoria LK I de vehicles de competició B8 en un camp amb Ulli Melkus, Bernd Kasper, Frieder Kramer, Heiner Lindner i altres.
A finals de 1983, Helga Heinrich-Steudel es va retirar definitivament de les curses, principalment a causa del material no competitiu. Gairebé una dècada després, el 1992, va tornar a competir amb un vehicle de carreres. Des del 2004, ha participat en esdeveniments clàssics de la Fórmula Pasqua; des de setembre de 2007, de nou en una motocicleta de carreres MZ RE 125.
El 2011, va participar en proves de regularitat dins del marc de la sèrie GLPpro i de l'ADMV CLASSIC CUP, l'any 2014, ja amb 65 anys, va participar en diverses curses.